# Крик: Последняя глава
«Крик: Последняя глава» (англ. Final Stab) — американский слэшер 2001 года режиссёра Дэвида ДеКото. Мировая премьера состоялась 5 мая 2001 года, а на DVD фильм вышел 2 сентября 2003 года.

## Сюжет
Чарли постоянно снятся ночные кошмары от которых он не может избавиться. Причиной тому явилось то, что он был свидетелем убийства своих родителей. Однако он не хочет открывать этот факт своей богатой подружке Анджеле. К тому же сестра Анджелы Кристин хочет избавиться от ненавистного ей Чарли. Она устраивает вечер фальшивых убийств пригласив профессионального актёра. Однако этот актёр начинает действительно убивать собравшихся гостей.

## В ролях
| Актёр               | Роль    |
| ------------------- | ------- |
| Джейми Геннон       | Чарли   |
| Мелисса Рене Мартин | Анджела |
| Эринн Хейс          | Кристин |
| Лайла Рис Лэндон    | Джули   |
| Брэдли Страйкер     | Патрик  |
| Крис Бойд           | Даг     |
| Форрест Кохран      | Бретт   |
| Майкл Латц          | Стив    |
| Брэннон Гульд       | Козмо   |
| Донни Эйхар         | Уоллес  |
| Скотт Хадсон        | Бад     |
| Бритт Содерберг     | Эрл     |